# Ouyang Ziyuan

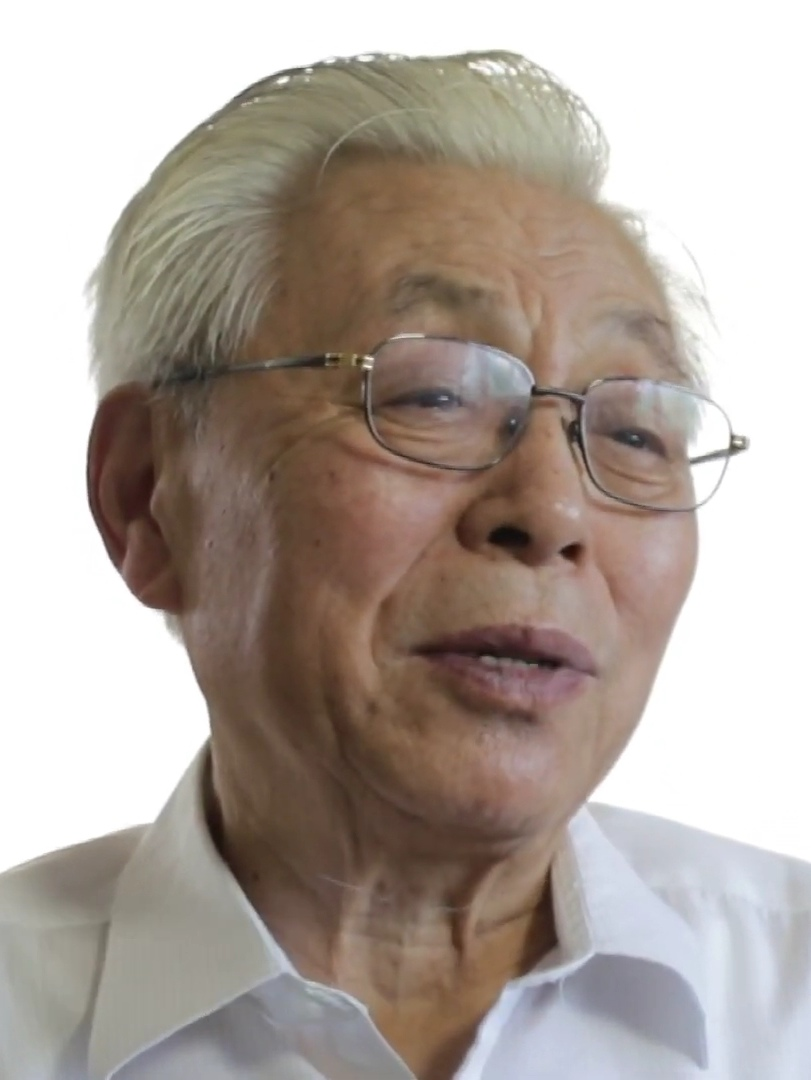
Ouyang Ziyuan (2019)

Ouyang Ziyuan (chinesisch 歐陽自遠 / 欧阳自远, Pinyin Ōuyáng Zìyuǎn; * 9. Oktober 1935 in Ji’an, Provinz Jiangxi) ist ein chinesischer Geochemiker und Politiker der Kommunistischen Partei Chinas. Er ist einer der Väter des Mondprogramms der Volksrepublik China. Am 27. Januar 2013 wurde der Hauptgürtel-Asteroid 8919, auch bekannt als 1996 TU13 oder 1969 EB2, nach ihm benannt.

## Kindheit und Jugend
Ouyang Ziyuans Familie betrieb in Ji’an eine Apotheke. Weil sein Großvater an die Rote Armee damals knappe Medikamente verkaufte, wurde er zu einer Gefängnisstrafe verurteilt, die dann sein Vater stellvertretend absaß. Nach dem Sieg über Japan im August 1945 zog die Familie aus der Stadt in den Kreis Yongxin, wo seine Eltern wieder eine Apotheke eröffneten.
Schon auf dem Gymnasium interessierte sich Ouyang Ziyuan für das Weltall und nahm dort an der Arbeitsgemeinschaft Astronomie teil. Nach dem Abitur 1952 wollten seine Eltern, dass er Medizin studierte, es bestand jedoch gerade ein Bedarf an Geologen, die die Bodenschätze des Landes erkunden sollten. Unter dem Eindruck der damaligen Kampagne bewarb sich Ouyang Ziyuan beim damaligen Pekinger Institut für Geologie (北京地质学院) um einen Studienplatz. Als zweite Wahl gab er die Fakultät für Astronomie der Universität Nanjing an, und als dritte Wahl die Fakultät für Chemie der Universität Peking.

## Geologie und Geochemie
Ouyang Ziyuan wurde vom Institut für Geologie angenommen, wo er im September 1952 bei der Fakultät für Exploration (勘探系) sein Studium begann. Im März 1956 trat er in die Kommunistische Partei Chinas ein. Im Juli 1956 machte Ouyang Ziyuan mit einer Arbeit zu „Entstehungsursachen der Skarne bei den Kupferlagerstätten von Shouwangfen, Xinglong, Provinz Hebei“ seinen Abschluss. Er blieb zunächst am Institut und begann im September 1956 ein vertiefendes Studium der Geochemie. Im März 1957 wechselte er an das Institut für Geologie der Chinesischen Akademie der Wissenschaften, wo er unter Prof. Tu Guangchi (涂光炽, 1920–2007) an seiner Doktorarbeit zu Erzlagerstätten zu arbeiten begann. Nach der Promotion im Juli 1961 befasste sich Ouyang Ziyuan als Assistent von Prof. Hou Defeng (侯德封, 1900–1980) mit Nukleargeologie.
Prof. Hou schickte ihn an die Chinesische Universität für Wissenschaft und Technik in Hefei, wo er ein Jahr Kernphysik studierte. Anschließend arbeitete er ein halbes Jahr am Teilchenbeschleuniger der Chinesischen Akademie der Wissenschaften. Ab Anfang 1964 leitete er im Auftrag der damaligen Kommission für Wehrtechnik der Volksbefreiungsarmee eine Gruppe von sechs aus dem Institut für Geologie der Akademie der Wissenschaften ausgewählten Experten, die sogenannte „Gruppe 219“ (219小组), die auf dem Kernwaffentestgelände Lop Nor geeignete Orte für unterirdische Atomtests auszuwählen hatte.
Im April 1966 wechselte Ouyang Ziyuan an das Institut für Geochemie der Chinesischen Akademie der Wissenschaften in Guiyang, Provinz Guizhou, wo er bis zum 4. Dezember 1993 blieb, ab dem 9. Juni 1988 als Institutsvorstand. Während seiner Zeit am Institut für Geochemie war er von November 1980 bis Oktober 1981 und von Juli 1983 bis Juni 1984 Gastwissenschaftler am Max-Planck-Institut für Kernphysik in Heidelberg.
Als am 8. März 1976 in Nordostchina der Jilin-Meteorit niederging, leitete er eine aus Experten des ganzen Landes zusammengesetzte Forschergruppe, die die Trümmerstücke des Steinmeteoriten untersuchte. Von da an befasste er sich mit extraterrestrischen Materialien. Es gelang ihm, ein halbes Gramm Mondgestein von der 1-Gramm-Probe zu erhalten, die der amerikanische Sicherheitsberater Zbigniew Brzeziński China bei seinem Besuch 1978 zum Geschenk gemacht hatte. Außerdem führte er intensive Studien zu kosmischem Staub und durch den Einschlag von Himmelskörpern verursachten Klimaveränderungen durch.

## Mondprogramm
Um 1980 war Ouyang Ziyuans Forschungsschwerpunkt der Jilin-Meteorit. Er veröffentlichte eine Vielzahl von Artikeln über seine Zusammensetzung, die kosmische Strahlung, der er vor seinem Eintritt in die Erdatmosphäre ausgesetzt war, und die thermische Metamorphose beim Eintritt. Er verfasste rund 40 Artikel zu dem Mondstein, den Brzeziński ohne weitere Angaben zur Provenienz mitgebracht hatte. Anhand der chemischen Zusammensetzung der Probe gelang es ihm durch Vergleich mit den bekannten Landestellen der Apollo-Missionen, den Stein Apollo 17 zuzuordnen. Damit war er in China zu einem der bekanntesten Experten für die Geologie des Mondes aufgestiegen.
Er war der natürliche Ansprechpartner für die 1991 gegründete „Projektgruppe Monderkundung“ (月球探测课题组) der Akademie der Wissenschaften, als es 1992 um die Definierung der wissenschaftlichen Ziele von Mondmissionen ging. In einem ausführlichen Bericht wies er damals darauf hin, dass nicht nur die bekannten großen Erzvorkommen wie Eisen, der Kernbrennstoff Thorium und vor allem das in Luft- und Raumfahrt verwendete Leichtmetall Titan Ziel von Mondmissionen sein könnten, sondern auch der Abbau von lunarem Helium-3, das als ein idealer Brennstoff für ein Kernfusionskraftwerk gilt.
Damit hatte Ouyang Ziyuan die Richtung des chinesischen Mondprogramms vorgegeben, welche für die nächsten 30 Jahre beibehalten wurde. Sein Bericht wurde ein Kernbestandteil der ersten Machbarkeitsstudie, die die Akademie 1994 beim Staatsrat einreichte, woraufhin die ersten Fördermittel bewilligt wurden. Der Titel des im Jahr 2000 vorgelegten Abschlussberichtes lautete „Wissenschaftliche Ziele einer Sonde für die Erkundung von Bodenschätzen auf dem Mond durch China“ (中国月球资源探测卫星科学目标).
Kurz nachdem China die Existenz des Mondprogramms im Jahr 2002 öffentlich gemacht hatte, begann Ouyang Ziyuan, die chinesische Bevölkerung in populärwissenschaftlichen Vorträgen für das Unternehmen zu begeistern und wurde zu seinem bekanntesten Gesicht. Als Premierminister Wen Jiabao am 24. Januar 2004 das Mondprogramm der Volksrepublik China offiziell startete, wurde Ouyang Ziyuan zum Chefwissenschaftler (月球应用科学首席科学家) ernannt, der, während sich die Ingenieure mit dem Bau der Sonde befassten, die wissenschaftlichen Ziele definierte und die zum Erreichen dieser Ziele notwendigen Nutzlasten auswählte. 2009, ab der Landemission Chang’e 3, übernahm der mehr als 20 Jahre jüngere Astrophysiker Yan Jun, Direktor der Nationalen Astronomischen Observatorien der Chinesischen Akademie der Wissenschaften,
den Posten des Chefwissenschaftlers. 
Ouyang Ziyuan blieb dem Mondprogramm jedoch als Hochrangiger Berater der Führungsgruppe Monderkundungsprojekt (探月工程领导小组高级顾问) bei der China National Space Administration erhalten. Dort ist er einer der engagiertesten Verfechter einer bemannten Mondlandung.

## Politische Betätigung in der Provinz Guizhou
Neben seiner Arbeit als Geochemiker und Raumfahrtexperte ist Ouyang Ziyuan politisch engagiert. Bei den Landtagswahlen im Dezember 1992 wurde er für die KPCh in den Volkskongress der Provinz Guizhou gewählt. Auf der konstituierenden Sitzung des neuen Volkskongresses am 5. Januar 1993 wurde er einer von acht stellvertretenden Vorsitzenden des Ständigen Ausschusses der 8. Sitzungsperiode des Volkskongresses (贵州省第八届人大常委会副主任). Dort bereiten 44 vom Volkskongress gewählte Abgeordnete in politischer Kleinarbeit die Gesetzesentwürfe vor, über die der Volkskongress dann jedes Jahr im Januar in seiner vollen Stärke von 638 Abgeordneten abstimmt. Außerdem wurde Ouyang Ziyuan zum Vorsitzenden des Finanz- und Wirtschaftsausschusses (财政经济委员会主任委员) des Volkskongresses gewählt.
Im Dezember 1997 wurde er erneut in den Volkskongress gewählt, und am 7. Januar 1998 einer von nun 11 Stellvertretenden Vorsitzenden des Ständigen Ausschusses (der nun nur noch 42 von 595 Mitgliedern hatte).
Bei den Wahlen zum Volkskongress 2002 trat Ouyang Ziyuan, nun 67 Jahre alt, nicht mehr an.

## Werke
Im Laufe seines Lebens verfasste Ouyang Ziyuan eine Vielzahl von Aufsätzen und wissenschaftlichen Werken, unter anderem:
- 核转变能与地球物质的演化 [Veränderungen in der Rotation des Erdkerns und Evolution seines Materials]. 科学出版社, 1974.
- 天体化学 [Astrochemie]. 科学出版社, 1989.
- 小天体撞击与古环境灾变 [Der Einschlag von Himmelskörpern und katastrophale Umweltveränderungen in der Vergangenheit der Erde]. 湖北科学技术出版社, 武汉, 1997.
- 月球——人类走向太空的前哨站 [Der Mond – Vorposten der Menschheit für den Weg ins All]. 清华大学科学技术出版社, 2002.
- 月球科学概论 [Einführung in die Selenologie]. 宇航出版社, 2005.
- Mineralogy and Petrology of the Kirin Meteorite and its Formation and Evolution. In: Scienta Sinica, 1, 1978 (6), S. 805–822.
- Thermal Metamorphism of the Parent Body of the Kirin Meteorite and Its cooling Process. In: Meteoritics, 1979 (4), S. 570.
- Reconstruction of the Jilin Meteorite Prior to Its Entrance into the Atmosphere. In: Kexue Tongbao, 1983, 28 (9), S. 1234–1237.
- A Study on Cosmogenic Nuclides in the Jilin Meteorite and its Two-Stage Irradiation History. In: Scientia Sinica, 1984, 27 (8), S. 320–332.